# Korrelpalpmot
De korrelpalpmot (Teleiodes saltuum) is een vlinder uit de familie tastermotten (Gelechiidae). De wetenschappelijke naam is voor het eerst geldig gepubliceerd in 1878 door Zeller.
De soort komt voor in Europa.